# Bernardo Antonio Vittone

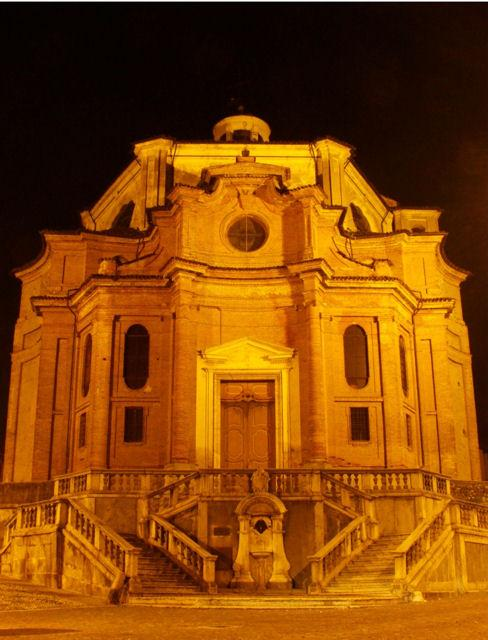
La iglesia parroquial de Grignasco, obra de Bernardo Antonio Vittone

Bernardo Antonio Vittone (Turín, 19 de agosto de 1704-ibid., 19 de octubre de 1770) fue un arquitecto italiano del siglo XVIII, comúnmente considerado como uno de los máximos exponentes del barroco piamontés junto con Guarino Guarini, Filippo Juvarra y Benedetto Alfieri.
Era hijo del comerciante de telas Giuseppe Nicolao Vittone (descendiente, a su vez, de tejedores originales de Cambiano, en el Chierese) y de Francesca Maria Comune, hermana de Cristina Maria Comune, esposa del arquitecto Giovanni Giacomo Plantery.

## Biografía

### Formación
A temprana edad perdió a su padre. Creció con su hermano, Filiberto Matteo, un canónigo de la catedral de Turín, quien le dio, siguiendo las voluntades paternas, una buena educación. La casa turinesa de los Vittone, con su tienda de telas, daba a la Piazza delle Erbe, en el lado norte, con un pórtico de origen medieval.
El hermano canónigo y, probablemente, el tío arquitecto Giovanni Giacomo Plantery (Sindaco di Turín en 1726 y 1751), se hicieron cargo de su formación, iniciándolo en el estudio de la arquitectura. Probablemente fue el hermano de Bernardo quien le presentó al arquitecto Filippo Juvarra, hacia mediados de los años veinte. La deuda del arquitecto de Turín con el gran mesinés ha sido confirmada repetidamente por el mismo Vittone en sus escritos (lo llama il mio maestro ‘mi maestro’). En esos mismos años, Vittone tuvo una fase de aprendizaje con el arquitecto Giuseppe Nicolis di Robilant, de la cual solo queda una certificación firmada (publicada en 2007 por Rita Binaghi). En el año académico 1724-1725, está atestiguada su presencia como estudiante del curso de matemáticas impartido por el abad Ercole Corazzi en la Universidad de Turín, donde participó en un ejercicio de diseño sobre la cartuja de Collegno, entonces en proceso de diseño de Filippo Juvarra (Binaghi, 2016, p. 87), junto con Ignazio Castelli y otros estudiantes.

### Práctica profesional
Habiendo comenzado la profesión de arquitecto (el primer proyecto es, ciertamente, el palacio Rubatti en el distrito de Po, en Turín, 1727), Vittone probablemente también estuvo involucrado en las obras de Juvarra.
Recuperado, en septiembre de 1731, todo el eje hereditario de su familia, un mes más tarde Bernardo estaba en Roma para participar en el Concurso Clementino, organizado por la Academia Nacional de San Luca en 1732. El tema («una ciudad en medio del mar») fue abordado por el arquitecto con gran habilidad. El resultado le valió el primer premio, la entrada como académico de mérito en la Academia y un estímulo considerable en dinero del soberano saboyés.
En Roma, Vittone participó con un proyecto en el concurso para la fachada de la basílica de San Giovanni in Laterano. Realizó el diseño de un templo dedicado a Moisés e hizo numerosas copias de dibujos originales de Carlo Fontana, propiedad del cardenal Alessandro Albani. Esos dibujos, junto con la experiencia de Juvarra, constituyeron los elementos fundamentales de su formación.
Repartido por el Piamonte en la primavera de 1733 con una estancia en Florencia, reanudó en los años siguientes la actividad en su región de origen; trabajó como arquitecto por su cuenta y, al mismo tiempo, enseñó Matemáticas y Arquitectura Civil en el Colegio de las Provincias, cuyo edificio de Turín fue construido por él mismo (1736 y siguientes).
A la muerte de Juvarra, algunas de sus obras fueron continuadas por Vittone (Sant'Andrea a Chieri) con total autonomía de diseño. También, algunos de los clientes de Juvarra, como los condes Roero di Guarene y Solaro di Govone, se relacionaron más tarde con Vittone. En 1738, ingresó en su estudio, como alumno, el dotado Giovanni Battista Borra, destinado a una destacada carrera como arqueólogo, diseñador y arquitecto entre Oriente Medio, Inglaterra y el Piamonte. En esos mismos años, Vittone se aprovechó de otros colaboradores, entre los que destaca el arquitecto de carignano Giovanni Battista Galletto —curiosa figura de erudito, experto en ciencias cabalísticas, en el límite de lo esotérico, autor del ensayo final de los vittonianos, Istruzioni diverse (1766)—.
Vittone fue autor de edificios sacros y de servicios (hospicios, colegios, hospitales, la remodelación del edificio de la Universidad de Turín, el complejo diocesano no realizado de Pinerolo), pero es conocido, sobre todo, por sus famosas iglesias, en particular, las que tienen una planta central, de gran inventiva, en las que la luz desempeña un papel esencial, casi mágico, en la animación de la estructura interna. En algunos casos (Santuario del Valinotto, San Bernardino, en Chieri, o Santa Chiara, en Bra), el flujo luminoso, filtrado por las aberturas, es fruto de una imagen simbólica (el nombre de Jesús radiante, por ejemplo, en San Bernardino). En Bra, Vittone también diseñará parte del palacio municipal (1732).
A partir de 1750, su lenguaje, primero marcado por las maravillas "alla Bernina" hechas de luces ocultas y misteriosas, dio paso a una luminosidad reflejada y triunfante, en sintonía con el cambio general en el gusto hacia un clasicismo francés, presente, ciertamente, en mayor medida en la arquitectura de Benedetto Alfieri.
Trabajó principalmente en Turín y su provincia, pero también en otras áreas de la región del Piamonte saboyés (incluida Niza).
A lo largo de los años tuvo muchos alumnos y colaboradores, como Tommaso Guerrino, Pietro Bonvicini, Mario Quarini, Giacomo Maria Contini; a algunos de ellos les transmitió la vocación por la investigación teórica. El joven arquitecto milanés, Marcellino Segré, en el acto de presentarse a Giuseppe Piermarini para trabajar en la Villa Reale en Monza, contó entre sus títulos el aprendizaje con Vittone.
Secundariamente, tenía una actividad paralela de prestamista de dinero a interés, concentrada principalmente en los años sesenta, apoyado en esto por el confiado notario de Turín, Malacria, y por su abogado para los bienes y negocios del clero, Ottavio Talpone. En estos años (1763-1770), Vittone tiene hogar y estudio en una casina ubicada dentro del palacio del marqués Ferrero d'Ormea, en Turín.
El 19 de octubre de 1770, en un momento de gran actividad del estudio, el arquitecto fue abatido por una apoplejía que le causó la muerte. Fue enterrado unos días después, el 21 octubre , en la tumba familiar, en la iglesia de San Carlo en Turín. En los meses siguientes, comenzó una gran operación de cobro de créditos, llevada a cabo por los medidores del estudio, especialmente por Contini. Bonvicini tomó el relevo de los compromisos con el cardenal Carlo Vittorio Amedeo Ignazio delle Lanze, mientras que Giovanni Battista Galletto conservó los volúmenes inéditos de sus lecciones y dispensas.

## Los diseños
El archivo de los dibujos de Vittone se perdió en los años posteriores a su muerte. Una parte probablemente fue comprada por el arquitecto Andrea Cattaneo y pasarían, a su muerte, a manos de Pelagio Palagi (hoy en la Biblioteca Archiginnasio de Bolonia). Otros dibujos de la serie que pertenecieron a Cattaneo terminaron en París a principios del siglo XX y ahora se recogen en dos álbumes en el Musée des Arts Décoratifs (extraído de los dibujos a mano de Cattaneo terminados en otras series). Una tercera colección está presente en los Museos cívicos de Turín, en la serie que ya pertenecía al arquitecto Vandone di Cortemilia. En la Biblioteca Real de Turín hay un volumen de placas titulado L'Architetto Civile, que consiste esencialmente en dibujos preparatorios de los grabados de los dos tratados publicados. Los archivos municipales y estatales de Piamonte albergan material documental y figurativo de la actividad de Vittone, así como también los Archivos de la Academia de San Luca en Roma.
Sus copias de los dibujos de Carlo Fontana también son importantes para la reconstrucción del archivo de los dibujos del propio Fontana, como muestran los estudios a este respecto de Hellmut Hager.

## Obras
| - Edificios religiosos | - Edificios civiles |

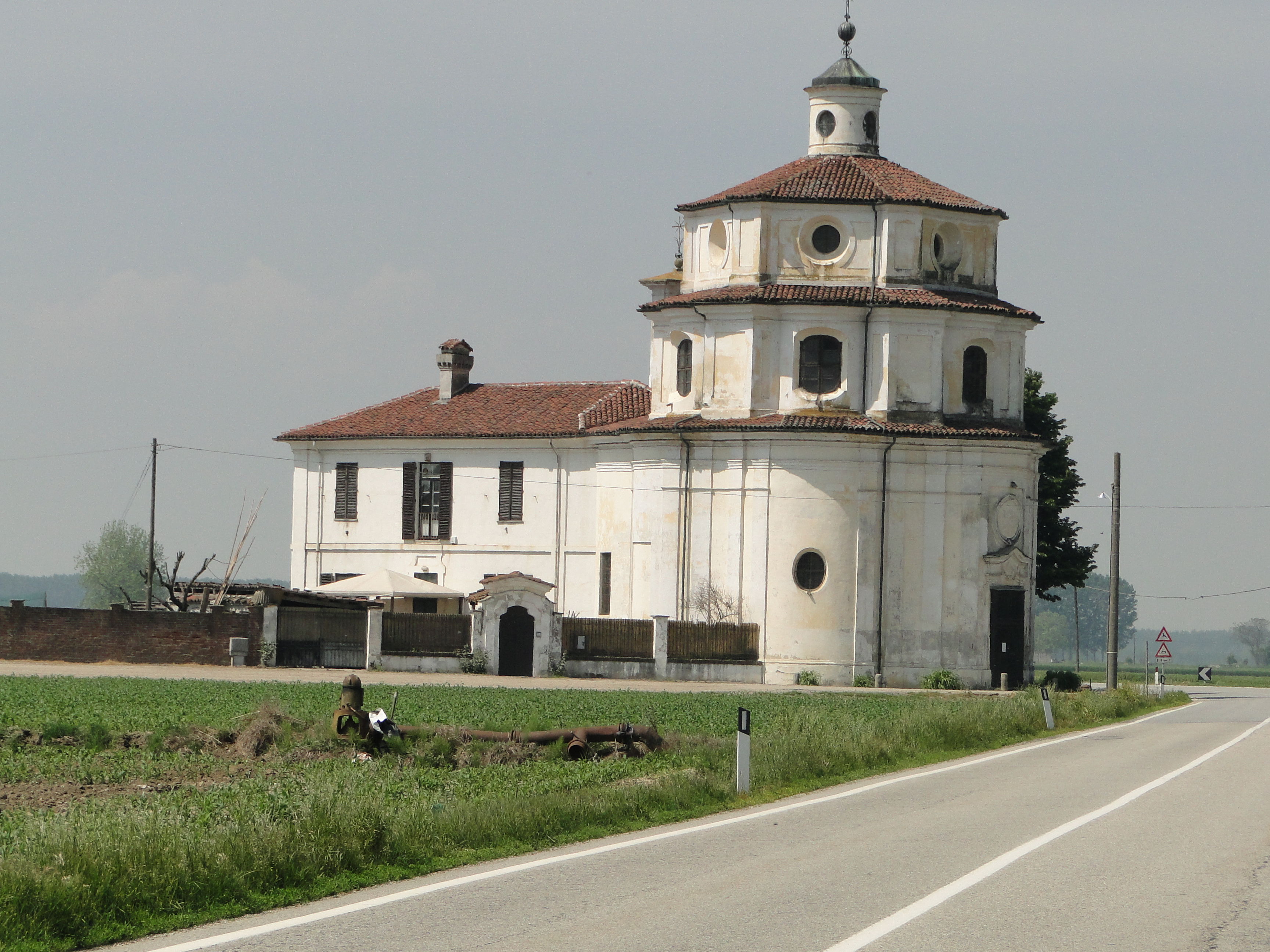
La capilla-santuario de la Visitación, en Vallinotto
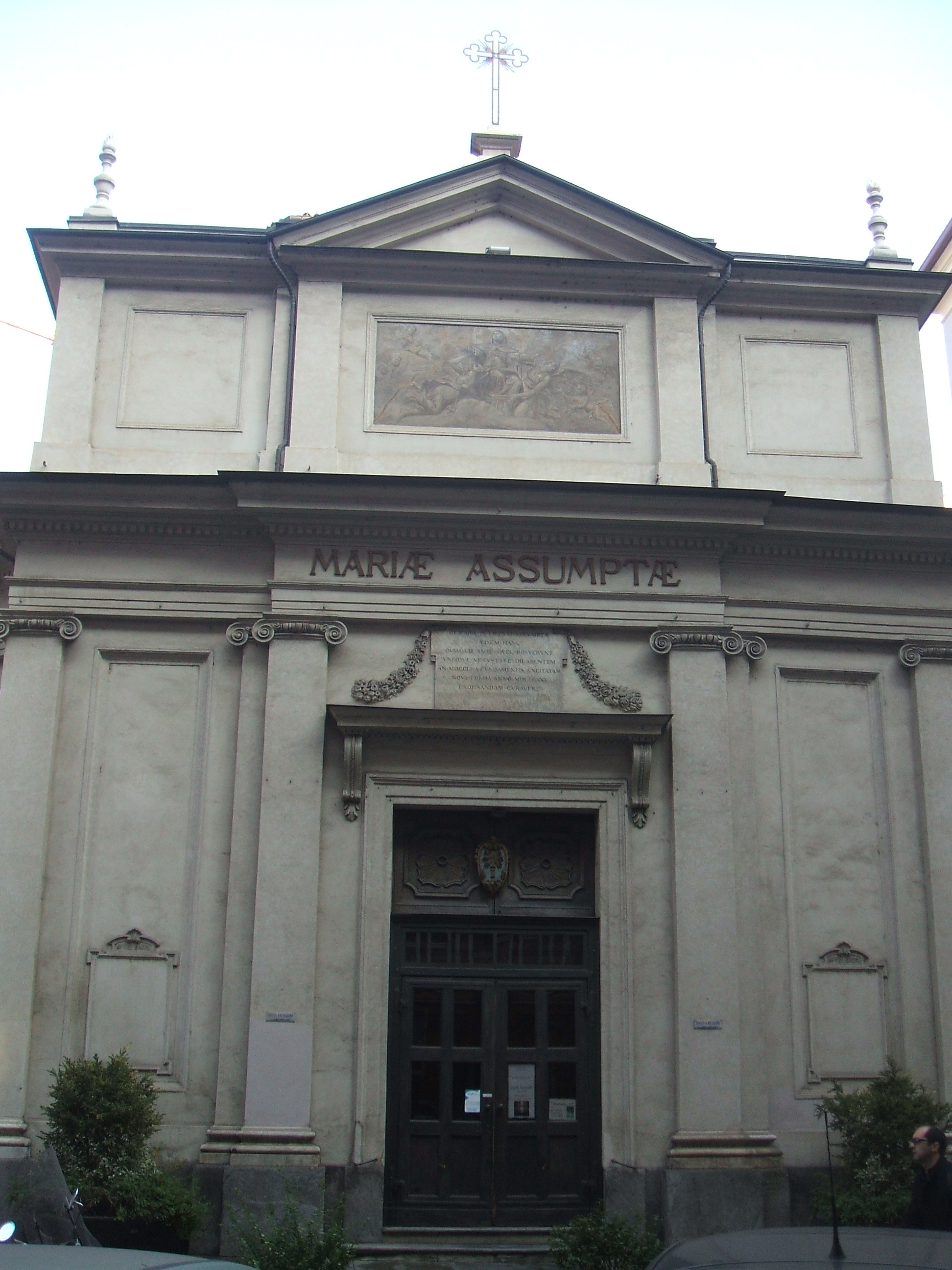
Iglesia de Santa Maria de Piazza, en Turin
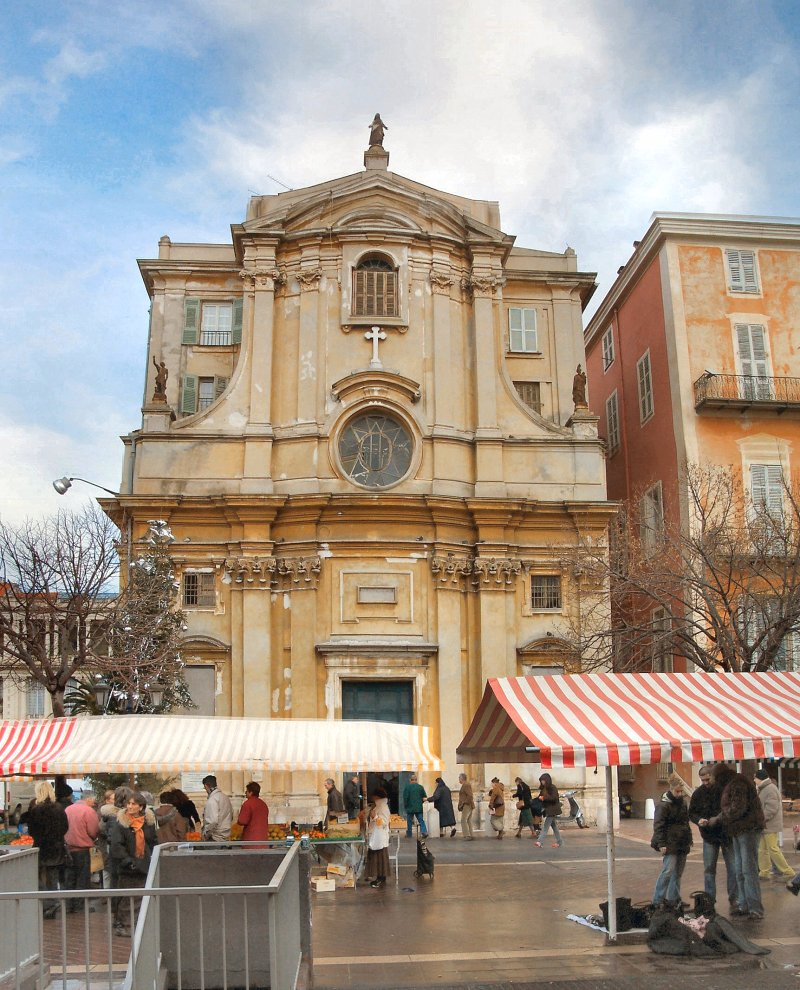
Iglesia de San Gaetano, en Niza
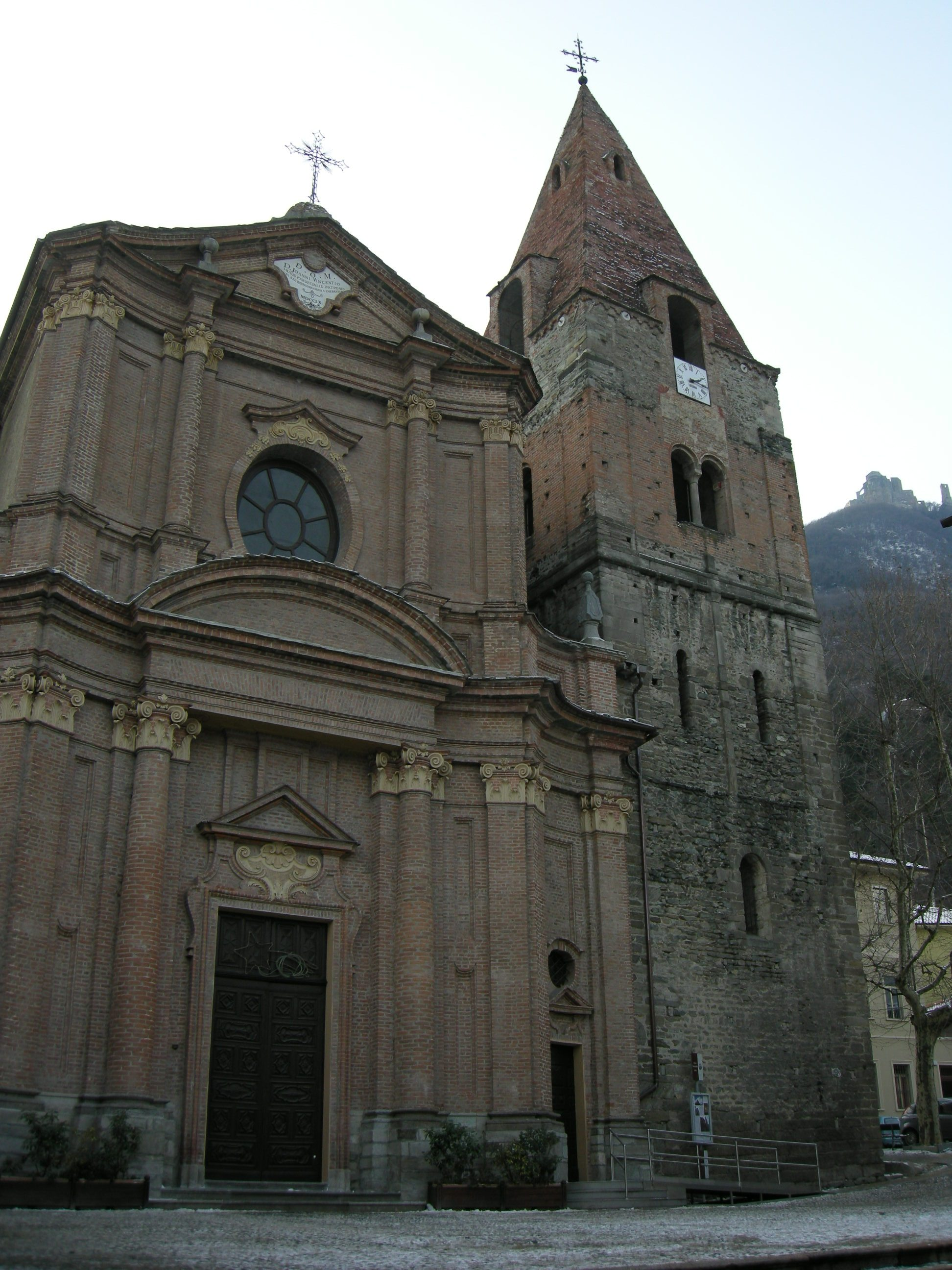
Iglesia de San Ambrosio de Turín
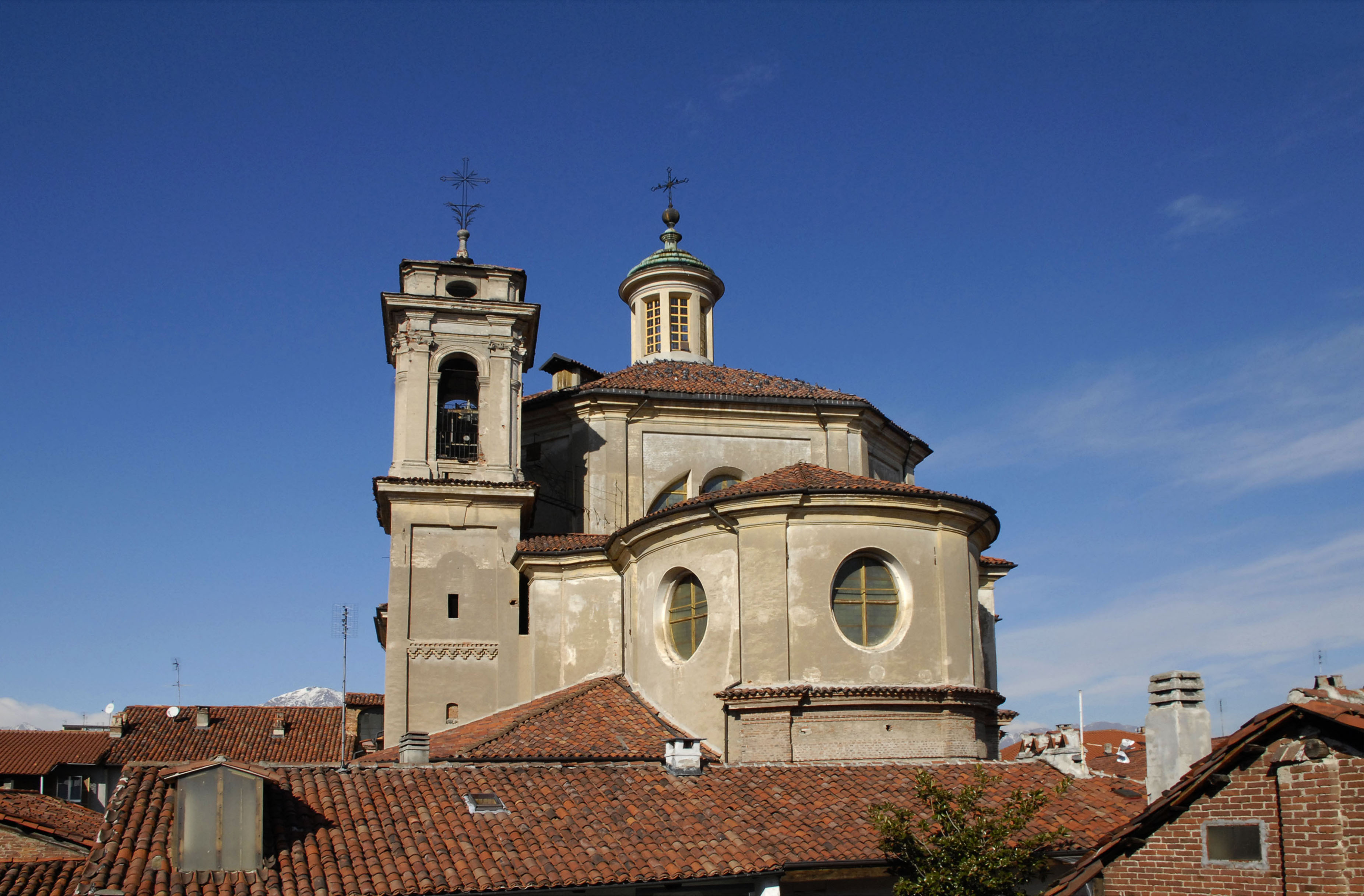
Iglesia de San Michele Arcangelo, Rivarolo Canavese

## Escritos y publicaciones
- Curador de la edición del manuscritto de Guarino Guarini L'architettura civile, Túrin, 1737.
- Corso d'archittura civile sopra li cinque ordine di Giacomo Barrozio da Vignola, 1734
- (en italiano) Istruzioni elementari per indirizzo de giovani allo studio dell' Archittura civile divise in libre tre, e dedicate alla Maesta' infinita di Dio Ottimo Massimo, Agnelli, Lugano, 1760 Texto (reimpreso en 2008, una edición de Edoardo Piccoli, Editrice Librerie Dedalo).
- Istruzioni diverse concernenti l'officio dell'architetto civile, ed inservienti d'elucidazione, ed aumento alle istruzioni elementari d'architettura gia al pubblico consegnate; ove si tratta della misura, delle fabbriche, del moto: divise in libri due e dedicate alla gran Vergine, e madre di Dio Maria Santissima, Agnelli, Lugano, 1766 Texte
- Istruzioni diverse, appendice 2, Istruzioni Armoniche osia Breve Tratatto sopra la Natura del Suono del Signor G. G. [G. G. = Giovanni Galletto]